# Boarmia propinquaria
Boarmia propinquaria là một loài bướm đêm trong họ Geometridae.